# PSŻ Poznań

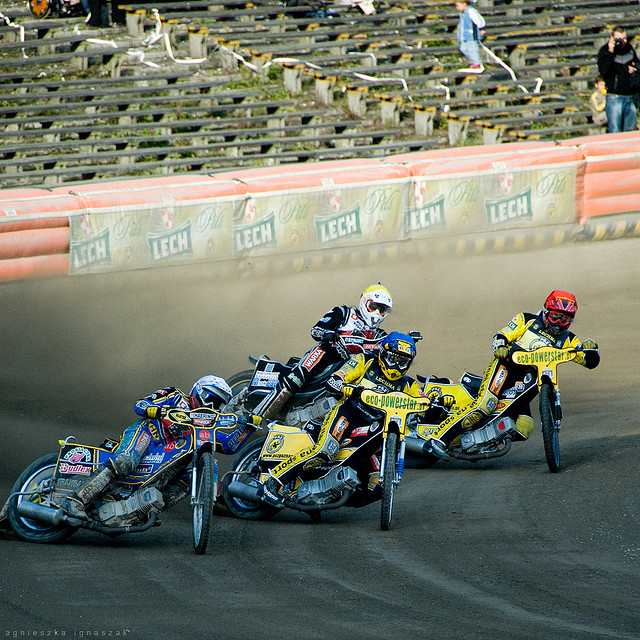
Mecz pomiędzy PSŻ Poznań a Polonią Bydgoszcz w sezonie 2008

PSŻ Poznań (występuje pod nazwą Hunters PSŻ Poznań) – polski klub żużlowy z Poznania.
W latach 2006–2009 drużynę do rozgrywek ligowych zgłaszało Poznańskie Stowarzyszenie Żużlowe, natomiast w latach 2010–2011 spółka PSŻ Sp. z o.o., która przejęła prawa do drużyny. Powrót ligowego żużla do Poznania nastąpił za sprawą Poznańskiego Stowarzyszenia Żużla, które startowało w lidze w latach 2017–2023. Od sezonu 2024 drużynę do rozgrywek zgłasza spółka PSŻ Poznań Sp. z o.o.

## Historia klubu
Historia żużla w Poznaniu sięga okresu międzywojennego – istniał wtedy klub KM Unia Poznań, którego największym odnotowanym sukcesem były medale pierwszych turniejów IMP. Po wojnie w Poznaniu funkcjonowało kilka klubów – m.in. HCP, Unia, Lechia, Kolejarz i Gwardia. W regularnej lidze żużlowej startowała już tylko Gwardia Poznań, zlikwidowana w 1957 roku. Od tego czasu w Poznaniu miały miejsce jedynie pojedyncze mecze i turnieje towarzyskie, m.in. cykliczne turnieje o Puchar Międzynarodowych Targów Poznańskich.
Sekcję żużlową ponownie powołano do życia w 1991 roku pod nazwą Polonez Poznań, jednak był to jedynie roczny epizod. Drużyna borykała się z dużymi problemami finansowymi, które spowodowały, że w trakcie rozgrywek musiała oddać dwa mecze na własnym obiekcie walkowerem, a końcówkę sezonu zawodnicy odjechali głównie za własne pieniądze. Na torze w Poznaniu rozegrano wtedy najważniejsze dotąd zawody w historii żużla w mieście – finał mistrzostw świata par. Kolejna próba reaktywacji podjęta została w 2004 roku. Powołane stowarzyszenie zorganizowało dwa turnieje: finał krajowych eliminacji do IMŚ Amatorów oraz Sportingbet CUP, a w 2006 roku drużyna PSŻ-u wystartowała w II lidze żużlowej zajmując 2. lokatę. W barażach o I ligę PSŻ pokonał KSŻ Krosno i awansował do I ligi żużlowej. Sezon 2007 popularne „Skorpiony” zakończyły na 5. lokacie. Aby wywalczyć pozostanie w I lidze, musieli pokonać w play-off Start Gniezno. Po dwóch meczach (jeden w Gnieźnie, drugi w Poznaniu) wynik pozostawał remisowy. Ostatnie decydujące spotkanie odbyło się w Poznaniu z racji zajęcia wyższej lokaty od Gnieźnian. Mecz zakończył się wynikiem 45-45 i o losach obu drużyn miał zadecydować bieg dodatkowy z udziałem Adama Skórnickiego oraz Dawida Cieślewicza. Po udanym starcie „Sqóry” i pięknej jeździe, aż do mety, PSŻ Poznań mógł cieszyć się z pozostania w I lidze na sezon 2008, który PSŻ zakończył na 4. miejscu. Sezony 2009 i 2010 to odpowiednio 5. i 6. miejsce w ligowej tabeli. Po zajęciu 8. miejsca w roku 2011, zespół miał się spotkać w barażach o pozostanie w I lidze z Ostrovią Ostrów. Jednak do tych spotkań PSŻ nie przystąpił, co spowodowało spadek do niższej ligi. Ze względu na problemy ze stadionem, PSŻ nie wystartował w rozgrywkach w sezonach od 2012 do 2016.

### Reaktywacja w 2017 r. i dalsze losy
W 2015 roku na golęcińskim owalu zorganizowano cykl turniejów Lotto Speedway Cup. W tym samym roku odbyły się jeszcze dwie imprezy żużlowe, półfinał Brązowego Kasku, który poprzedzał wcześniej wspomniany cykl, oraz Młodzieżowe Indywidualne Mistrzostwa Wielkopolski. Rok później do Poznania zawitała Ekstraliga za sprawą Sparty Wrocław, która z powodu przedłużającej się przebudowy własnego stadionu, musiała skorzystać z nieużywanego poznańskiego owalu.
Rok 2017 zapisał się w historii poznańskiego speedwaya. Dzięki projektowi „Sportowy Golaj” stadion został zmodernizowany. Reaktywowany klub, na czele z prezesem Arkadiuszem Ładzińskim i trenerem Tomaszem Bajerskim, startował w sezonie 2017, zajmując ostatecznie 4. miejsce. Szczególnie dobrze w barwach „Skorpionów” spisywał się młody Duńczyk, Frederik Jakobsen. W fazie play-off zespół jednak nie awansował do finału.
Na sezon 2018 klub przygotował mocniejszy skład z zamiarem pewnego wejścia do play-offów. Drużynę wzmocnił, m.in., Francuz David Bellego. Niestety założeń nie udało się zrealizować i zespół zajął ostatecznie piątą lokatę na koniec roku.
W 2019 roku zespół ponownie miał aspiracje na fazę play-off i finał. W celu ich zrealizowania pozyskano dwóch seniorów, Marcina Nowaka i Eduarda Krčmářa. Wraz z brakiem awansu odeszli kluczowi zawodnicy między innymi David Bellego, Marcin Nowak, Eduard Krčmář. 
Rok 2020 był pechowy dla Poznańskiej drużyny. Podczas renegocjacji kontraktów z drużyną pożegnali się Nick Morris, Nicklas Porsing oraz Jason Jørgensen. Zespół mimo zawirowań w składzie osiągnął 3 miejsce w II lidze.

### Sezon 2021
Sezon 2021 sportowo był najgorszy od reaktywacji drużyny w 2017 roku. Najlepszym zawodnikiem drużyny okazał się Kevin Wolbert, który zdobył czwartą średnią punktową (2,278) w 2 lidze żużlowej. Zespół wygrał 4 z łącznie 12 meczów w sezonie, co zaowocowało 6 miejscem w tabeli. Po zakończeniu rozgrywek skorpionów pojawiło się wiele doniesień dotyczących złego zarządzania klubem. Wyszły na jaw informacje o długach i innych nieprawidłowościach w funkcjonowaniu klubu. Dnia 18 września 2020 odbyło się Nadzwyczajne Walne Zebranie Członków Poznańskiego Stowarzyszenia Żużla. Obecny zarząd złożył rezygnację z pełnionych funkcji, a władzę przejęli sponsorzy klubu: Marcin Czaiński, Jakub Kozaczyk i Tomasz Tasiemski. Nowy zarząd ma działać bez prezesa i postawił sobie za główny cel spłatę długów oraz odbudowanie reputacji klubu. W ramach integracji kibiców z klubem przeprowadzono głosowanie, którego celem było wybranie wzoru na kewlarze drużyny. Zarząd równie prężnie rozpoczął poszukiwanie nowych sponsorów w ramach "Śniadania Biznesowego".

### Sezon 2022
Drużyna skorpionów została diametralnie przebudowana. W klubie pozostali: Jonas Seifert-Salk, Robert Chmiel i Benjamin Basso. Do drużyny dołączyli m.in. Chris Harris, Aleksandr Łoktajew, Władimir Borodulin, Kacper Gomólski, a także na zasadzie gościa Kacper Grzelak oraz Sebastian Szostak z TŻ Ostrovia. Trenerem został Adrian Gomólski, a menadżerem Tomasz Bajerski. Zespół został dodatkowo wzmocniony po okienku transferowym. Do "Skorpionów" dołączyli Olivier Buszkiewicz, Rune Holta oraz Francis Gusts. Zarząd w okresie przedsezonowym zbudował bazę ponad pięćdziesięciu sponsorów, wspierających klub. Cel postawiony przed drużyną to faza playoff. Po opublikowaniu komunikatu Polskiego Związku Motorowego dnia 5 marca 2022 w sprawie wykluczenia zawodników rosyjskich oraz białoruskich, będący w drużynie Aleksandr Kajbuszew oraz Władimir Borodulin nie będą mogli reprezentować "Skorpionów".
W sezonie 2022 zespół wygrał 2. Ligę Żużlową, pokonując w finale Kolejarz Opole i tym samym awansował do eWinner 1. Ligi Żużlowej.

### Sezon 2023
Po awansie do I ligi w poznańskiej drużynie zostali Jonas Seifert-Salk, Emil Breum i Aleksandr Łoktajew, a dołączyli Antonio Lindbäck, Kevin Fajfer, Adrian Cyfer, Adrian Gała, Kacper Teska, Karol Żupiński, Kacper Mateusz Grzelak i Jakub Martyniak. Dodatkowo w trakcie sezonu, na zasadzie wypożyczenia z GKM Grudziądz, do "Skorpionów" dołączył Norbert Krakowiak. Poznańska drużyna wbrew opiniom ekspertów nawiązywała walkę z praktycznie każdym rywalem, ale wygrywali tylko nieliczne mecze, co spotkało się z niezadowoleniem zarządu. W związku z tym zwolniony został ówczesny trener Tomasz Bajerski którego miejsce zajął Adam Skórnicki. Do drużyny na zasadzie wypożyczenia ze Stali Gorzów dołączył także Oskar Hurysz. Walka o utrzymanie między drużyną z Poznania, a Orłem Łódź toczyła się do ostatniej kolejki, w której Poznań musiał wygrać wyjazdowe spotkanie z Trans MF Landshut Devils by zapewnić sobie utrzymanie. Mimo walki "Skorpiony" przegrały ten mecz 49:41 i oficjalnie spadły z I ligi.  

### Sezon 2024
Po spadku do Krajowej Ligi Żużlowej (wcześniej II liga) celem drużyny na sezon 2024 był powrót na zaplecze Ekstraligi, stąd skład po raz kolejny został diametralnie zmieniony. W drużynie pozostał Aleksandr Łoktajew i Kacper Teska, a Adam Skórnicki pozostał trenerem. Do drużyny dołączyli Matias Nielsen, Szymon Szlauderbach, Mateusz Dul, Kacper Grzelak, Ryan Douglas, Michael Jepsen Jensen, Lech Chlebowski i Mateusz Latała. Ten skład przez większość ekspertów był typowany do pewnego awansu do Metalkas 2. Ekstraligi (wcześniej I liga). Jednak na skutek przejęcia przez spółkę Ekstraliga Żużlowa rozgrywek pierwszoligowych Trans MF Landshut Devils nie mogły w niej wystartować przez regulamin, co skutkowało zaproszeniem PSŻ Poznań do kontynuowania jazdy na zapleczu Ekstraligi, lecz drużyna z Poznania nie mogłaby otrzymać zgody na start w lidze z powodu braku oświetlenia na stadionie. Zarząd "Skorpionów" od razu rozpoczął negocjacje z miastem Poznań by to ono zafundowało montaż oświetlenia na stadionie, gdyż obiekt przy Warmińskiej 1 jest stadionem miejskim. Negocjacje nie poszły jednak po myśli zarządu, i parę dni później na kontach społecznościowych drużyny pojawiło się oświadczenie, w którym została podana informacja, że jeśli do 15 października 2023 roku nie otrzymają od władz miasta jednoznacznego zobowiązania regulującego kwestię sztucznego oświetlenia, zarząd klubu poda się do dymisji. Sprawa została nagłośniona w mediach i niedługo po tym do klubu zgłosiła się firma Enea która miała zasponsorować montaż sztucznego oświetlenia na obiekcie. W marcu, na skutek zmian w prowadzeniu sponsoringu firmy Enea, zostały rozwiązane umowy z wieloma wspieranymi dotąd przez tę firmę drużynami, także umowa gwarantująca montaż oświetlenia na "Golaju". Poznańska drużyna znowu znalazła się w trudnej sytuacji i ich start w rozgrywkach Metalkas 2. Ekstraligi stanął pod znakiem zapytania. Zarządowi udało się jednak znaleźć sponsora oświetlenia, które niedługo później znalazło się na stadionie, i pewne było już, że drużyna z Poznania przystąpi do rozgrywek Metalkas 2. Ekstraligi.
Skład PSŻ był budowany pod start w Krajowej Lidze Żużlowej, stąd większość ekspertów typowało Poznań na pewny spadek. Początek sezonu był trudny dla "Skorpionów", ponieważ najpierw przegrali oni na swoim torze z ROW-em Rybnik a później zremisowali u siebie z głównym kandydatem do walki o utrzymanie - Energą Wybrzeżem Gdańsk. Później jednak "Skorpiony" wygrały wyjazdowe starcie z Orłem Łódź, a następnie niespodziewanie pokonali u siebie faworyta do awansu - Abramczyk Polonię Bydgoszcz. Od tamtego momentu wygrywali większość meczów, w tym wyjazdowy mecz z TŻ Ostrovią. PSŻ finalnie uzbierał 18 punktów w rundzie zasadniczej co dało im 5. miejsce i awans do rundy play-off. W play-offach natrafili na trudnego przeciwnika jakim była Abramczyk Polonia Bydgoszcz. Ich pierwszy mecz domowy z "Gryfami" potoczył się świetnie, i wygrali go 52:37. W Bydgoszczy przegrali 51:38 co dało im awans, w których natrafili na ROW Rybnik. Poznań przegrał pierwszy mecz u siebie 43:47. W Rybniku mecz zakończył się na wyniku 46:44 dla miejscowych "Rekinów". 

## Historyczne nazwy drużyny
| Lp. | Okres obowiązywania | Nazwa                         |
| --- | ------------------- | ----------------------------- |
| 1.  | 2006                | Milion Team Poznań            |
| 2.  | 2007-2009           | PSŻ Milion Team Poznań        |
| 3.  | 2010-2011           | PSŻ Lechma Poznań             |
| 4.  | 2017                | Naturalna Medycyna PSŻ Poznań |
| 5.  | 2018                | Iveston PSŻ Poznań            |
| 6.  | 2019                | Power Duck Iveston PSŻ Poznań |
| 7.  | 2020-2022           | SpecHouse PSŻ Poznań          |
| 8.  | 2023                | Ebebe PSŻ Poznań              |
| 9.  | 2023                | InvestHousePlus PSŻ Poznań    |
| 10. | 2024                | #OrzechowaOsada PSŻ Poznań    |
| 11. | 2025                | Hunters PSŻ Poznań            |

## Poszczególne sezony
| Sezon | Rozgrywki ligowe | Rozgrywki ligowe | Rozgrywki ligowe | Uwagi                                     |
| Sezon | Liga             | Liga             | Miejsce          | Uwagi                                     |
| ----- | ---------------- | ---------------- | ---------------- | ----------------------------------------- |
| 2006  | III              | II liga          | 2/9              | Wygrane baraże o awans                    |
| 2007  | II               | I liga           | 5/8              |                                           |
| 2008  | II               | I liga           | 4/8              |                                           |
| 2009  | II               | I liga           | 5/8              |                                           |
| 2010  | II               | I liga           | 6/8              |                                           |
| 2011  | II               | I liga           | 8/8              | Przegrane baraże o utrzymanie             |
|       |                  |                  |                  |                                           |
| 2017  | III              | II liga          | 4/7              |                                           |
| 2018  | III              | II liga          | 5/7              |                                           |
| 2019  | III              | II liga          | 2/7              | Przegrane baraże o awans                  |
| 2020  | III              | II liga          | 3/6              |                                           |
| 2021  | III              | II liga          | 6/7              |                                           |
| 2022  | III              | II liga          | 1/7              |                                           |
| 2023  | II               | I liga           | 8/8              | Brak spadku – klub zajął wakujące miejsce |
| 2024  | II               | 2. Ekstraliga    | 4/8              |                                           |

| Poziom ligowy | Liczba sezonów | Sezony               |
| ------------- | -------------- | -------------------- |
| II            | 7              | 2007–2011. 2023–2024 |
| III           | 7              | 2006, 2017–2022      |

## Osiągnięcia

### Krajowe
Poniższe zestawienia obejmują osiągnięcia klubu oraz indywidualne osiągnięcia zawodników w rozgrywkach pod egidą PZM, GKSŻ oraz Ekstraligi.

#### Mistrzostwa Polski
Mistrzostwa Polski par klubowych
- 3. miejsce (1): 2011

Indywidualne mistrzostwa Polski
- 1. miejsce (1):
  - 2008 – Adam Skórnicki

Młodzieżowe indywidualne mistrzostwa Polski
- 2. miejsce (1):
  - 2008 – Daniel Pytel
- 3. miejsce (1):
  - 2007 – Daniel Pytel

### Międzynarodowe
Poniższe zestawienia obejmują osiągnięcia klubu oraz indywidualne osiągnięcia zawodników krajowych (w zawodach drużynowych, par i indywidualnych) i zagranicznych (w zawodach indywidualnych) w rozgrywkach pod egidą FIM oraz FIM Europe.

#### Mistrzostwa świata
Drużynowe mistrzostwa świata juniorów
- 1. miejsce (1):
  - 2008 –  Daniel Pytel

#### Mistrzostwa Europy
Mistrzostwa Europy par
- 1. miejsce (1):
  - 2008 –  Adam Skórnicki
- 2. miejsce (1):
  - 2007 –  Adam Skórnicki

Indywidualne mistrzostwa Europy juniorów
- 1. miejsce (1):
  - 2020 –  Marcus Birkemose
- 3. miejsce (1):
  - 2018 –  Frederik Jakobsen

#### Pozostałe
Indywidualny Puchar Europy U-19
- 2. miejsce (1):
  - 2020 –  Marcus Birkemose

## Kadra drużyny
Stan na 11 sierpnia 2025
| Kat.                                                   | Nar.      | Fed.      | Żużlowiec           | DMP (2SE) | DMPJ | Uwagi                                        |
| ------------------------------------------------------ | --------- | --------- | ------------------- | --------- | ---- | -------------------------------------------- |
| S                                                      | Australia | Australia | Ryan Douglas        | T         |      |                                              |
| S                                                      | Dania     | Dania     | Matias Nielsen      | T         |      |                                              |
| S                                                      | Polska    | Polska    | Tomasz Orwat        | T         |      | Wypożyczony z Kolejarza Opole                |
| S                                                      | Polska    | Polska    | Bartosz Smektała    | T         |      |                                              |
| S                                                      | Polska    | Polska    | Szymon Szlauderbach | T         |      |                                              |
| U24                                                    | Polska    | Polska    | Mikołaj Czapla      | T         |      |                                              |
| U24                                                    | Łotwa     | Łotwa     | Francis Gusts       | T         |      | Wypożyczony z WTS-u Wrocław                  |
| U21                                                    | Niemcy    | Niemcy    | Norick Blödorn      | T         |      |                                              |
| U19                                                    | Polska    | Polska    | Mateusz Affelt      | T         | T    | Wypożyczony z KS-u Toruń                     |
| U19                                                    | Polska    | Polska    | Mateusz Latała      |           |      | Wypożyczony do Startu Gniezno                |
| U19                                                    | Polska    | Polska    | Tobiasz J. Musielak | T         | T    |                                              |
| U19                                                    | Polska    | Polska    | Konrad Pawłowski    | T         | T    | Wypożyczony z GKM-u Grudziądz                |
| U19                                                    | Polska    | Polska    | Kacper Teska        | T         | T    |                                              |
| U17                                                    | Polska    | Polska    | Stanisław Ignaszak  |           | T    |                                              |
| U17                                                    | Polska    | Polska    | Kamil Witkowski     |           |      | Wypożyczony do Polonii Piła                  |
| U16                                                    | Polska    | Polska    | Patryk Prokop       |           | T    | Do 25 lutego 2026 tylko zawody młodzieżowe   |
| U16                                                    | Polska    | Polska    | Rafał Romaniak      |           | T    | Do 29 kwietnia 2026 tylko zawody młodzieżowe |
| „” oznacza, że zawodnik został zgłoszony do rozgrywek. |           |           |                     |           |      |                                              |